# Elizabeth Mortimer
Elizabeth Mortimer (Usk, 12 febbraio 1371 – Trotton, 20 aprile 1417) è stata una nobildonna inglese.
Conosciuta come Lady Percy e Baronessa Camoys per matrimonio, era una nipote di Lionello di Anversa, I duca di Clarence e pronipote di re Edoardo III. Il suo primo marito fu Sir Henry Percy, passato alla storia come "Hotspur". Sposò in seconde nozze Thomas Camoys, I barone Camoys. È rappresentata come "Kate, Lady Percy" da William Shakespeare nell'Enrico IV, parte 1, e brevemente di nuovo come "La vedova Percy" in Enrico IV, parte 2.

## Famiglia, matrimoni e figli
Elizabeth Mortimer nacque a Usk, Monmouthshire, Galles, il 12 febbraio 1371, figlia maggiore di Edmondo Mortimer, III conte di March, e di sua moglie, Filippa, unica figlia di Lionello, I duca di Clarence, ed Elizabeth de Burgh, IV contessa dell'Ulster. Elizabeth Mortimer aveva due fratelli, Ruggero (1374–1398) e Edmondo (1376–1409), e una sorella minore, Filippa (1375–1401), che sposò prima John Hastings, III conte di Pembroke (morto nel 1389), in secondo nozze Richard de Arundel, XI conte di Arundel (1346–1397) e infine Sir Thomas Poynings.

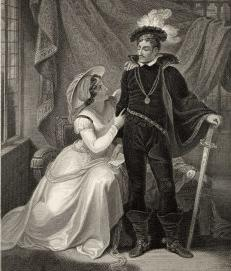
Un dipinto romanticizzato di Elizabeth Mortimer e del suo primo marito Henry "Hotspur" Percy

Non si sa quando Elizabeth si sposò con il suo primo marito, Henry Percy, soprannominato "Hotspur" (1364–1403), figlio maggiore di Henry Percy, I conte di Northumberland, che stava già acquisendo la reputazione di grande soldato, guerriero e responsabile amministratore all'inizio del 1390, quando erano insieme per la prima volta. Hanno avuto due figli:
- Henry Percy, II conte di Northumberland (3 febbraio 1393-22 maggio 1455), che sposò Eleanor Neville, dalla quale ebbe figli. Fu ucciso nella prima battaglia di St Albans.[2]
- Lady Elizabeth Percy (c.1395-26 ottobre 1436), che sposò prima John Clifford, VII barone de Clifford, ucciso durante l'assedio di Meaux il 13 marzo 1422, da cui ebbe figli, e poi Ralph Neville, II conte di Westmorland (morto il 3 novembre 1484), dal quale ebbe un figlio, Sir John Neville.[3]

Il 21 luglio 1403, il marito di Elizabeth fu ucciso nella battaglia di Shrewsbury mentre era al comando di un esercito ribelle che combatteva contro le forze superiori del re Enrico IV. Fu sepolto a Whitchurch, nello Shropshire; tuttavia, quando circolarono voci che fosse ancora vivo, "Enrico IV fece riesumare il cadavere e lo espose, appoggiato in posizione verticale tra due macine, sulla piazza del mercato di Shrewsbury". Fatto ciò, il re inviò la testa di Percy a York, dove fu infilzata su una delle porte della città; i suoi quattro quarti furono prima inviati a Londra, Newcastle upon Tyne, Bristol e Chester prima di essere finalmente consegnati a Elizabeth. Lo fece seppellire nella cattedrale di York nel novembre di quell'anno. Nel gennaio 1404, Percy fu dichiarato postumo traditore e le sue terre furono cedute alla Corona. Il re ordinò l'arresto della stessa Elizabeth l'8 ottobre 1403.
Qualche tempo dopo il 3 giugno 1406, Elizabeth Mortimer sposò il suo secondo marito, Thomas de Camoys, I barone Camoys. Sebbene Camoys fosse sulla sessantina, potrebbe aver avuto un figlio da lui, Sir Roger Camoys. Come il suo primo marito, Camoys era un famoso soldato che comandò l'ala sinistra dell'esercito inglese nella battaglia di Agincourt il 25 ottobre 1415.

## Morte
Elizabeth morì il 20 aprile 1417 all'età di 46 anni. Fu sepolta nella chiesa di San Giorgio a Trotton, nel Sussex. Il suo secondo marito fu sepolto accanto a lei. Al centro del presbiterio all'interno della chiesa è visibile la loro tomba da tavolo con il pregiato ottone monumentale raffigurante la coppia leggermente più piccola del naturale e che si tengono per mano.
La regina consorte di re Enrico VIII, Jane Seymour, era una dei tanti discendenti di Elizabeth Mortimer attraverso sua figlia Elizabeth Percy.

## Nella letteratura
Lady Elizabeth è rappresentata come Kate, Lady Percy, nelle opere di William Shakespeare Enrico IV, parte 1 e Enrico IV, parte 2. È anche la protagonista del romanzo di Anne O'Brien Queen of the North pubblicato nel 2018.

## Ascendenza
|                                              |                                           |                                             | Genitori                                   |  |  | Nonni                               |  |  | Bisnonni             |  |
|                                              |                                           |                                             |                                            |  |  | Ruggero Mortimer, II conte di March |  |  | Sir Edmondo Mortimer |  |
|                                              |                                           |                                             |                                            |  |  | Ruggero Mortimer, II conte di March |  |  | Sir Edmondo Mortimer |  |
|                                              |                                           | Elizabeth de Badlesmere                     |                                            |  |  | Ruggero Mortimer, II conte di March |  |  |                      |  |
| Edmondo Mortimer, III conte di March         |                                           |                                             |                                            |  |  | Ruggero Mortimer, II conte di March |  |  |                      |  |
|                                              |                                           | Filippa Montacute                           | William Montacute, I conte di Salisbury    |  |  |                                     |  |  |                      |  |
|                                              |                                           | Filippa Montacute                           | William Montacute, I conte di Salisbury    |  |  |                                     |  |  |                      |  |
|                                              |                                           | Filippa Montacute                           | Catherine Montacute, contessa di Salisbury |  |  |                                     |  |  |                      |  |
| Lady Elizabeth Mortimer                      |                                           | Filippa Montacute                           |                                            |  |  |                                     |  |  |                      |  |
|                                              | Lionello Plantageneto, I duca di Clarence | Edoardo III d'Inghilterra                   |                                            |  |  |                                     |  |  |                      |  |
|                                              | Lionello Plantageneto, I duca di Clarence | Edoardo III d'Inghilterra                   |                                            |  |  |                                     |  |  |                      |  |
|                                              | Lionello Plantageneto, I duca di Clarence | Filippa di Hainaut                          |                                            |  |  |                                     |  |  |                      |  |
| Filippa Plantageneta, V contessa dell'Ulster | Lionello Plantageneto, I duca di Clarence |                                             |                                            |  |  |                                     |  |  |                      |  |
|                                              |                                           | Elizabeth de Burgh, IV contessa dell'Ulster | William Donn de Burgh                      |  |  |                                     |  |  |                      |  |
|                                              |                                           | Elizabeth de Burgh, IV contessa dell'Ulster | William Donn de Burgh                      |  |  |                                     |  |  |                      |  |
|                                              |                                           | Elizabeth de Burgh, IV contessa dell'Ulster | Matilde di Lancaster                       |  |  |                                     |  |  |                      |  |
|                                              |                                           | Elizabeth de Burgh, IV contessa dell'Ulster |                                            |  |  |                                     |  |  |                      |  |